# Steinbruch am Farrenberg
Koordinaten: 49° 50′ 48″ N, 8° 19′ 58″ O
Das Naturschutzgebiet Steinbruch am Farrenberg liegt im Landkreis Mainz-Bingen in Rheinland-Pfalz. Das etwa 15 Hektar große Gebiet, das im Jahr 2002 unter Naturschutz gestellt wurde, erstreckt sich zwischen der westlich gelegenen Ortsgemeinde Dexheim und der Stadt Oppenheim im Osten direkt an der nördlich verlaufenden Kreisstraße 44. Nordwestlich verläuft die Bundesstraße 420, östlich fließt der Rhein.